# Diseño para ensamble
Diseño para ensamble ( DPE ) es un proceso por el cual los productos están diseñados considerando la facilidad de ensamble, durante el armado. Si un producto contiene menos piezas, se necesita menos tiempo para montar, reduciendo así los costes de montaje. Además, si las partes están provistas de características que hacen que sea más fácil de agarrar, mover, orientar e insertar, esto también reducirá el tiempo costes de montaje. La reducción del número de piezas en un conjunto tiene el beneficio añadido de reducir el costo general total de partes en el producto. General son estos factores los que producen los principales beneficios de costos de la aplicación de diseño para ensamble.

## Aproximaciones al diseño para el ensamble
Diseño para el ensamble puede tomar diferentes formas. En la década de los 60's y 70's diversas normas y recomendaciones fueron propuestas con el fin de ayudar a los diseñadores a considerar problemas de montaje durante el proceso de diseño. Muchas de estas normas y recomendaciones fueron presentados junto con ejemplos prácticos mostrando cómo se podía mejorar la dificultad de montaje. Sin embargo, no fue hasta la década de 1970 que se desarrollaron métodos de evaluación numéricos para permitir el diseño de estudios de montaje que se llevarán a cabo en los diseños existentes y propuestos.
El primer método de evaluación fue desarrollado en Hitachi y fue llamado el Método de Evaluación de Ensamble ( MEE ) Este método se basa en el principio de "un movimiento por una parte." Para movimientos más complicados, un punto de pérdida estándar es utilizado y la facilidad de montaje del conjunto del producto se evalúa restando puntos perdidos. El método fue desarrollado originalmente con el fin de evaluar los ensambles para la facilidad de montaje automático.
A partir de 1977, Geoff Boothroyd, apoyado por una beca de la NSF en la Universidad de Massachusetts Amherst, desarrolló el Método de Diseño para ensamble MDA, que podría ser utilizado para estimar el tiempo de montaje manual de un producto y el costo del montaje del producto en una máquina de montaje automático. Reconociendo que el factor más importante en la reducción de los costos de montaje fue la minimización del número de partes separadas en un producto, introdujo tres criterios simples que podrían utilizarse para determinar teóricamente si alguna de las partes en el producto podría eliminarse o combinarse con otras partes. Estos criterios, junto con las tablas relativas de tiempo de montaje de diversos factores que influyen en el diseño de soporte, la orientación y la inserción, se podrían utilizar para estimar el tiempo total de montaje y evaluar la calidad de un diseño de producto desde el punto de vista de ensambles. Para el montaje automático, las tablas de factores podrían ser utilizados para estimar el costo de la energía, de orientación y la inserción automática de las partes en una máquina de montaje.
En las décadas de 1980 y 1990 variaciones de los métodos de MME y de DPE se han propuesto: el método de GE Hitachi que se basa en la MME y DPE ; el método Lucas, el método Westinghouse y varios otros que se basa en el método original. Todos los métodos son ahora conocidos como métodos de diseño para el ensamble.

## Implementación
La mayoría de los productos son ensamblados manualmente y el método original de DPE para ensamble manual es el método más utilizado y ha tenido el mayor impacto industrial en todo el mundo.
El método de DPA, al igual que el método de MEE, se hizo disponible en la forma de un manual, en el que el usuario puede introducir datos en las hojas de trabajo para obtener una resultado sobre la facilidad de montaje de un producto. A partir de 1981, Geoffrey Boothroyd y Peter Dewhurst desarrollaron una versión computarizada del método DPA que permitió su aplicación en una amplia gama de empresas. Para este trabajo se presentaron ante muchos premios, incluyendo la Medalla Nacional de Tecnología. Hay muchos ejemplos publicados de ahorros significativos obtenidos mediante la aplicación de DPA. Por ejemplo, en 1981, Sidney Liebson, gerente de ingeniería de fabricación para Xerox, estima que su compañía ahorra cientos de millones de dólares a través de la aplicación de la DPA. En 1988, Ford le atribuye al software un ahorro global de alrededor de 1 billón de dólares. En muchas compañías el DPA es un requisito empresarial y el software de DPA está continuamente siendo adoptado por las empresas que tratan de obtener un mayor control sobre sus costos de fabricación.

## Ejemplos de diseño para ensamblajes
Dos notables ejemplos de buen diseño para ensamble son el Sony Walkman y el reloj Swatch. Ambos fueron diseñados para el ensamble totalmente automatizado. La línea Walkman fue diseñado para "ensamble vertical", en el que las piezas se insertan en una recta que sólo se mueve hacia abajo. El sistema de montaje de SMART Sony, que se utiliza para ensamblar productos de tipo Walkman, es un sistema robótico para el ensamble de pequeños dispositivos diseñados para el montaje vertical.
El IBM Proprinter utilizó las reglas de diseño para ensamble automatizado ( DPAa ). Estas reglas DPAa ayuda a diseñar un producto que se puede ensamblar automáticamente con robots, pero son útiles incluso con productos ensamblados por el ensamblaje manual.

## Información
Para obtener más información sobre el diseño para ensamble y el tema de diseño para la fabricación y montaje ver:
- Boothroyd, G. “Assembly Automation and Product Design, 2nd Edition”, Taylor and Francis, Boca Raton, Florida, 2005.

- Boothroyd, G., Dewhurst, P. and Knight, W., “Product Design for Manufacture and Assembly, 2nd Edition”, Marcel Dekker, New York, 2002.